# André Lemaire (homme politique)
 (décembre 2024).
Pour les articles homonymes, voir André Lemaire et Lemaire.
André Lemaire, né le 23 janvier 1900 et mort à une date inconnue, est un homme politique français.

## Biographie
En 1947 il est le président-directeur général de la Société des tabacs et oléagineux de Madagascar (SOTOMA).
Conseiller provincial de la circonscription de Tuléar en 1957, puis député à l'Assemblée nationale de Madagascar, il est délégué en 1959 par cette chambre pour siéger au Sénat de la Communauté. Il figure dans le groupe Démocratie socialiste et participe à la commission des affaires économiques. Son mandat prend fin en 1961 avec l'indépendance de la République malgache.